# La Fidélité
La Fidélité è un film del 2000 diretto da Andrzej Żuławski.
Il soggetto è liberamente tratto dal romanzo La principessa di Clèves di Madame de La Fayette.

## Trama
Clélia, una fotografa assunta da un giornale scandalistico, sposa per stima e ammirazione (ma non per amore) Clève, proprietario di una piccola casa editrice. Dopo il matrimonio Clélia s'innamora di Némo, un giovane fotoreporter dalla vita oscura e, presa nel pericoloso vortice della passione, finirà per perdere il controllo della situazione.

## Distribuzione

### Data di uscita
Il film è uscito nelle sale francesi il 5 aprile 2000', mentre in Italia è arrivato il 17 maggio 2002.

### Titoli con cui è stato distribuito
- Özgür duygular, Turchia
- A Fidelidade, Portogallo
- Die Treue der Frauen, Germania
- Fidelity, Gran Bretagna
- I pisti, Grecia
- La fidelidad, Spagna
- Wierność, Polonia

## Critica
- Il dizionario Morandini attribuisce al film un giudizio di tre stelle su cinque e, nell'ambito di una dissertazione critica articolata, con apprezzamenti, lo definisce anche «un melodramma eccessivo in tutto: passioni (...) violenza (...) cattivo gusto».[2][3]
- Il dizionario Farinotti gli assegna due stelle su cinque. Come per grande parte dei film analizzati, il Farinotti omette giudizi critici anche per La Fidélité.[4]

## Riconoscimenti
- 2000 - Festival du film de Cabourg
  - Swann d'oro al miglior film e alla miglior attrice Sophie Marceau